# Helmut Röhrl
Helmut Röhrl, im Englischen auch Rohrl (* 22. März 1927 in Straubing; † 30. Januar 2014), war ein deutscher Mathematiker.

## Werdegang
Röhrl wurde 1949 an der Ludwig-Maximilians-Universität München bei Robert König (und Oskar Perron) promoviert (Über Differentialsysteme, welche aus multiplikativen Klassen mit exponentiellen Singularitäten entspringen) und 1953 habilitiert (Abelsche Integrale auf Riemannschen Flächen endlichen Geschlechts). Danach war er 1949 bis 1951 Dozent in Würzburg, 1951 bis 1953 in München, 1953 bis 1955 in Münster bei Heinrich Behnke und 1955 bis 1958 wieder in München. 1958 ging er an die University of Chicago, wurde 1959 Associate Professor und später Professor an der University of Minnesota und war ab 1964 Professor an der University of California, San Diego.
Neben Funktionentheorie (unter anderem zum Riemann-Hilbert-Problem) befasste er sich mit Algebra und Kategorientheorie und total konvexen Räumen. 1964 bearbeitete er die Neuauflage des klassischen Lehrbuchs der Funktionentheorie von Adolf Hurwitz und Richard Courant.
1962/63 war er Gastprofessor an der Harvard University, 1967/68 an der Princeton University, 1972/73 an der Universität München, an der Universität Fribourg, der Fernuniversität Hagen, der Universität Göttingen, der TU München und 1976 an der Universität Nagoya.
Helmut Röhrl verstarb im Januar 2014 nach langer Krankheit.

## Schriften
- Das Riemann-Hilbert’sche Problem der linearen Differentialgleichungen, Mathematische Annalen, Band 133, 1957, S. 1–25.
- Anhang und Bearbeitung von Adolf Hurwitz, Richard Courant Lehrbuch der Funktionentheorie, Springer Verlag, 4. Auflage 1964
  - Anhang (S. 551–696) in zwei Kapiteln: Weitere Abbildungstheoreme der Funktionentheorie (u. a. Quasikonforme Abbildungen) und Holomorphe und meromorphe Funktionen auf Riemannschen Flächen (u. a. Riemann-Roch-Satz, Runge Approximationssatz, Topologie und Vektorraumbündel auf Riemannschen Flächen, Automorphe Funktionen)
- Holomorphic fiber bundles over Riemann surfaces, Bulletin AMS, Band 68, 1962, S. 125–160
- mit Pumplün Banach spaces and totally convex spaces, Teil 1,2, Comm. in Algebra, Band 12 1984, 935–1019, Band 13, 1985, S. 1047–1113